# Mi tía Aurora
Mi tía Aurora o La novela improvisada (título original en francés, Ma Tante Aurore ou Le Roman impromptu) es una ópera cómica en tres actos con música de François-Adrien Boïeldieu y libreto en francés de Charles de Longchamps. La trama se desarrolla en un castillo francés, en el siglo XIX.
Se estrenó, sin éxito, el 13 de enero de 1803 en el Théâtre Feydeau de la Comédie-Italienne (Opéra-Comique, Théâtre de Monsieur de la rue Feydeau) de París, en una primera versión como ópera bufa en tres actos. Dos días después, el 15 de enero, se replicó, con éxito, en el Théâtre Favart (Salle Favart de l'Opéra-Comique Nationale) de París en una segunda versión de dos actos.
Esta ópera rara vez se representa en la actualidad; en las estadísticas de Operabase aparece con sólo una representación en el período 2005-2010, como la primera de Boieldieu.

## Personajes
| Personaje                       | Tesitura     | Reparto del estreno, 13 de enero de 1803 (Director: -)        |
| ------------------------------- | ------------ | ------------------------------------------------------------- |
| Tante Aurore                    | mezzosoprano | Rose-Françoise Carpentier, conoscida como Madame Gonthier     |
| Julie, su sobrina               | soprano      | Alexandrine-Adelaïde Gavaudan-Ducamel                         |
| Valsain, un noble, su enamorado | tenor        | Jean-Baptiste-Sauveur Gavaudan                                |
| Frontin, su criado              | barítono     | Jean-Blaise Martin                                            |
| Marton, doncella de Julie       | soprano      | Jeanne-Charlotte Schroeder, conoscida como Madame Saint-Aubin |
| Georges, otro criado            | bajo         | Marcel-Jean-Antoine Juillet, conoscido come M. Juliette       |

## Grabación
Hay una grabación de esta ópera, del año 1963 dirigida por Marcel Couraud y con la Orquesta de Cámara de la RTF de París. Protagonizan esta versión Françoise Ogéas, Jeannine Collard y Jean Mollien. El elepé fue editado por el sello Fontana FY 875.000 (1 LP)